# Закон о подозрительных

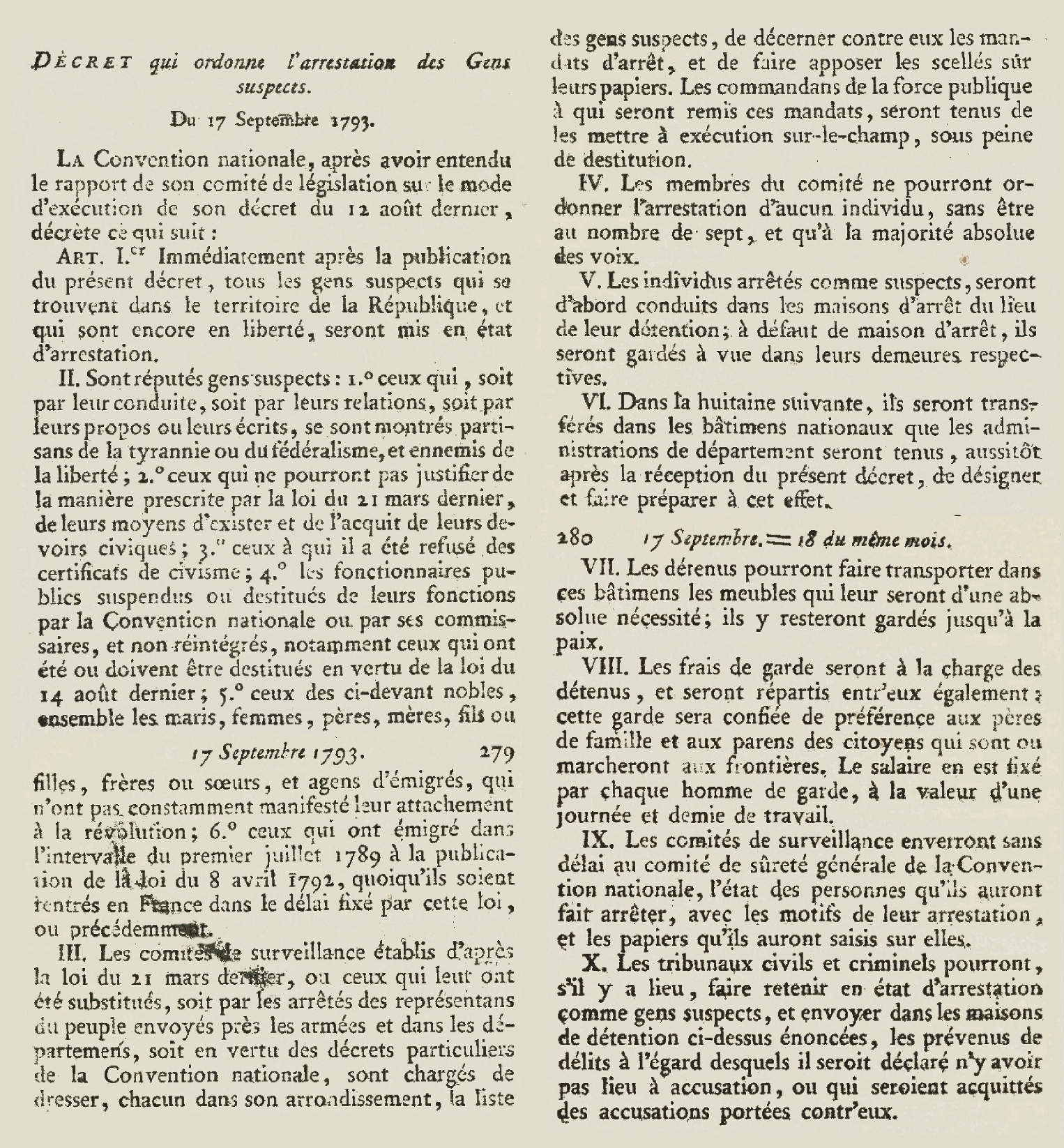

Закон о подозрительных (фр. Loi des suspects) — название принятого во Франции, в период революционного террора, декрета от 17 сентября 1793 года (фр. Décret du 17 septembre 1793 relatif aux gens suspects) в отношении так называемых «подозрительных» лиц. Это постановление Конвента было принято стараниями Мерлена из Дуэ и Камбасереса.
Аннулирован в октябре 1795 года, на момент установления Директории.

## Предыстория
- О событиях террора 1792 года в отношении «подозрительных» — см. сентябрьские убийства;
- о событиях 1793 года — диктатура якобинцев и террор.

Та роль, которую играл в Париже Комитет общей безопасности, на местах была возложена на революционные комитеты. Дантон прямо это выразил, назвав задачей комитетов установление диктатуры граждан, преданных свободе, над подозрительными. Бийо-Варенн уподобил комитеты дамоклову мечу, который должен был висеть над каждым подозрительным гражданином по всему пространству государства. С этой целью Конвент предписал декретом 21 марта 1793 года учреждение в каждой коммуне или в каждой секции комитета из 12 членов по избранию граждан. Он должен был называться наблюдательным комитетом и иметь надзор над приезжими с правом требовать их изгнания с территории республики.
Парижские комитеты скоро превысили свои полномочия, стали производить аресты и называть себя революционными комитетами. Декретом 28 мая конвент запретил это название, но оно сохранилось, и 5 сентября, по предложению Барера было признано конвентом.
После победы монтаньяров над жирондистами во многих департаментах возникли, наподобие парижского, комитеты общественного спасения. Декрет 4 июня признал их существование, но два дня спустя все эти комитеты, слившиеся с революционными, были подчинены Комитету общественного спасения. 5 сентября всем членам этих комитетов был назначен ежедневный паёк в 3 франка, и за ними было признано присвоенное ими право отнимать оружие (то есть производить домашние обыски) и арестовывать всех подозрительных людей.

## История

### Закон
«Закон о подозрительных» (17 сентября 1793 года, опубликован 19 сентября; текст) расширил это право и возложил на революционный комитет обязанность составлять списки всех подозрительных, запечатывать их бумаги и арестовывать их.
Начальники вооружённой силы обязаны были производить аресты по приказанию комитетов под страхом увольнения со службы. Парижские комитеты заключали в тюрьму без объяснения причин.

### Оппозиция закону
Против этого восстал 18 октября в Конвенте Лекуантр и добился постановления Конвента, обязывавшего комитеты сообщать арестованным копию протокола об аресте с изложением мотивов, чтобы дать им и их семейству возможность обратиться в Комитет общей безопасности, который мог бы утвердить или отменить акт об аресте.
Революционные комитеты опротестовали в Конвенте это постановление, указывая, между прочим, на то, что санкюлоты, составлявшие те комитеты, неизбежно будут делать в протоколах невольные ошибки, которыми воспользуются контрреволюционеры. Конвент передал дело на рассмотрение Комитета общей безопасности, который принял сторону революционных комитетов.
Лекуантр протестовал; его поддержал дантонист Филипо. На выручку террористически настроенных выступил Робеспьер с заявлением, что декрет «привёл в отчаяние патриотов. Эти простые и добродетельные люди, незнакомые с ухищрениями формалистики, утратили своё усердие. Дело не в том, чтобы судить, а в том, чтобы разить». Конвент и на этот раз послушался Робеспьера и взял своё постановление обратно.

### Последствия закона
Незадолго до падения Робеспьера число заключённых по подозрению составляло, по спискам Комитета общественной безопасности, около 400 тыс. Образчиком может служить тюрьма в Аррасе, где содержались торговец углём с женой и 7 детьми от 7 до 17 лет, вдова с 4 малолетними детьми, другая вдова-дворянка с 9 детьми, 6 детей без отца и матери.
Как содержались подозрительные, можно судить по тому, что в Нанте из 13 тыс. умерло от тифа и дурного питания 3 тысячи; в Страсбурге из 90 заключённых пришлось в течение недели перевести 66 человек в больницу.
Доходы с секвестрованных (конфискованных) имуществ «подозрительных» исчислялись сотнями миллионов франков.